# Le pianure del passaggio
Le pianure del passaggio è un romanzo fantasy storico del 1990 scritto da Jean M. Auel, quarto libro della serie comunemente nota come I figli della Terra.

## Trama
Ayla e Giondalar, lasciato il Raduno d'Estate dei Mamutoi, da cui Ayla è stata adottata e dove hanno stretto molti legami di affetto ed amicizia, si addentrano nelle steppe e nelle praterie dell'Europa Glaciale, con l'intento di raggiungere le terre degli Zelandoni, popolo di Giondalar.
I due ragazzi viaggiano con Hinni e Vento, i loro fidati cavalli, ed il giovane Lupo, che Ayla ha allevato sin da cucciolo durante la sua permanenza con i Mamutoi.
Proprio il loro incontro con un Campo Mamutoi, il Campo del Falcone - definito Campo dell'Erba Piumosa dai suoi abitanti, poiché si tratta di un campo estivo - porta Ayla a riflettere sul fatto di far avvicinare con circospezione gli animali alle persone, e ciò le suggerisce di essere prudente per ciò che riguarda le tappe successive del lungo viaggio che aspetta lei ed il suo compagno.
Al Campo del Leone infatti, i Mamutoi si erano abituati progressivamente alla presenza dei cavalli, ed avevano conosciuto Lupo sin da quando, piccolissimo, Ayla lo aveva portato tra loro...ma l'incontro con i Mamutoi del Campo del Falcone - che Ayla insiste per andare a visitare, in quanto probabilmente saranno gli ultimi esponenti del suo popolo adottivo che avrà modo di incontrare - le fa comprendere che a prima vista gli animali incutono timore alle persone, poiché l'idea che si possano addomesticare è ancora talmente rivoluzionaria da essere scambiata per vera e propria magia.
Lasciando quindi i Mamutoi per sempre, Ayla comincia a chiedersi quale sarà l'accoglienza che la attende tra gli Zelandoni, e non ultimo, si trova ad affrontare il problema di dover addestrare seriamente Lupo, ancora irruente e maldestro a causa della giovane età, a non spaventare le persone, a non intromettersi nella caccia, ed a non rosicchiare i loro averi.
Anche Giondalar ha molte preoccupazioni, specialmente legate al lungo cammino che li attende, prima tra tutte quella della strada da percorrere.
Talut infatti, il capo del Campo del Leone, gli ha suggerito di passare a settentrione, per abbreviare il viaggio che Giondalar sa che durerà almeno un anno, ma ciò significherebbe non poter mai più rivedere gli Sciaramudoi, il popolo al quale si unì suo fratello Tonolan e presso il quale lui stesso aveva pensato di rimanere per unirsi a Serenio, la donna con cui aveva avuto una lunga relazione...parlandone con Ayla, lei gli suggerisce di passare dalla stessa strada che fece a suo tempo con il fratello, in modo da poterli rivedere ancora una volta, poiché tramite Tonolan è come se anche loro fossero la sua famiglia.
Giondalar, rasserenato, le dà ragione, e decide quindi di continuare a seguire il corso del Fiume della Grande Madre - il Danubio - per poter far visita ai suoi parenti, per informarli della sorte di Tonolan, ed anche per una ragione che non si sente di rivelare ad Ayla.
Quando lasciò gli Sciaramudoi infatti, Giondalar aveva il sospetto - avallato da Serenio stessa, malgrado lei per prima lo avesse spinto a partire - che Serenio fosse incinta...e poiché l'uomo inizia a chiedersi come mai, malgrado abbia avuto già un figlio in passato, Ayla non sia mai rimasta incinta, comincia a dubitare della forza del suo Spirito, o delle intenzioni della Madre Terra nell'usarlo per benedire Ayla con una gravidanza.
Il giovane infatti non sa che Ayla, grazie alle nozioni trasmessele dalla madre adottiva Iza, Donna Medicina di alto lignaggio e dalle immense conoscenze, utilizza degli infusi adatti ad impedire una gravidanza, poiché la ragazza non gliene ha mai parlato, in quanto le conoscenze di una Donna Medicina in merito ai preparati che utilizza riguardano lei soltanto, ed Iza le aveva insegnato che gli uomini potevano adirarsi moltissimo - quantomeno quelli del Clan, ma lei non ha idea di come la pensino gli "Altri" al riguardo - se avessero saputo che una donna era in grado di impedire l'arrivo di uno o più figli al Focolare di un uomo, pertanto, sin da giovanissima, Ayla aveva osservato scrupolosamente il riserbo legato alla sua particolare "professione", e non aveva fatto eccezione per il suo compagno, in quanto maschio e non versato nelle arti di guarigione.
Di conseguenza, sebbene sia consapevole che una gravidanza con davanti un viaggio così lungo sarebbe più un problema che una gioia, e che Ayla avrà bisogno di avere intorno delle donne al momento di un eventuale parto, per non parlare delle esigenze che avrebbe un neonato, inizia a chiedersi se il suo Spirito sia idoneo a generare figli, e se una o più delle donne con le quali si era accoppiato nel suo viaggio precedente abbia avuto almeno un figlio del suo Spirito.
I due giovani piegano quindi verso meridione, seguendo il corso del Donau, e costeggiano il Mare di Beran, dove Ayla prova la tentazione di cercare la nuova caverna del Clan dell'Orso delle Caverne, sapendo che non sarà mai più tanto vicina al territorio della gente che l'ha salvata ed allevata nella prima parte della sua vita, e consapevole che la gente di Giondalar vive talmente lontano da rendere impossibile, un giorno, il suo ritorno in quelle terre.
Tuttavia, è anche consapevole del fatto che Durc, il suo bambino rimasto con il Clan, ora abbia la sua vita della quale ormai farà parte anche la bambina che gli era stata promessa, Ura, di Spiriti Misti come lui...Ayla, a causa della Maledizione di Morte che Brud aveva fatto lanciare su di lei, sa che se lui la vedesse penserebbe al ritorno di uno Spirito, magari intenzionato a condurlo nell'altro mondo, e che per lui non sarebbe una gioia rivederla, ma un enorme spavento.
Ayla, addolorata, si rassegna quindi all'idea di non poter mai più vedere suo figlio e le persone che ha amato, nemmeno per un'ultima volta, e si avvia con il compagno in direzione dell'occidente, pur sapendo che porterà per sempre quel rimpianto nel cuore.
Dopo varie peripezie, tra cui il fatto di scampare ad un'alluvione ed il ritrovamento fortuito di un campo abbandonato dove riescono a recuperare le forze ed a riparare l'attrezzatura danneggiata, rimpiazzando anche quella perduta, Ayla e Giondalar giungono presso gli Sciaramudoi, il "Popolo del Fiume", grandi cacciatori e costruttori di barche, oltre che abilissimi conciatori di pelli di camoscio, che si rivelano felicissimi di rivedere il loro congiunto.
Tra di loro, la compagna del capotribù, Roshario, ha urgente necessità di assistenza medica, perché qualche luna prima, cadendo da una grande altezza, si è fratturata gravemente un braccio, e poiché lo Sciamud - che Giondalar aveva conosciuto quando aveva curato suo fratello Tonolan - all'epoca era già morto, la frattura - peraltro scomposta - si è saldata male, facendo soffrire molto la donna e rendendo inutilizzabile il braccio ferito.
Ayla si propone subito di aiutarla, e con un delicato intervento di frattura e riallineamento delle ossa, riesce a normalizzare la linea del braccio, rendendo possibile il completo recupero dell'arto...la gioia del Campo nei confronti dei visitatori, però, è guastata dalla reazione del loro capo, Dolando, quando scopre che Ayla è stata allevata dal Clan dell'Orso delle Caverne, i cosiddetti "Testapiatta".
Il giovane figlio di Dolando e Roshario infatti, Doraldo, fu ucciso proprio dagli uomini del Clan, e l'uomo  - sebbene lui e Roshario abbiano poi adottato la piccola Getamio, divenuta compagna di Tonolan e drammaticamente morta di parto - non ha mai superato l'odio verso la loro razza, che ha cercato di sterminare nei territori circostanti a seguito dell'uccisione del figlio...Ayla apprende della cosa con dolore, ma poiché sa per esperienza che il Clan preferisce evitare "gli Altri", parla della madre della bambina promessa a suo figlio, Oda, e racconta di come gli uomini degli Altri, oltre a violentarla, furono i responsabili - sebbene involontari - della morte della sua prima figlia.
Ciò pone l'attenzione sulla riprovevole abitudine di alcuni uomini degli Altri, specialmente i più giovani e turbolenti, di sfogare i propri istinti sulle donne del Clan, abusandone e trattandole come se fossero davvero degli esseri inferiori, e Dolando capisce perciò che suo figlio è morto probabilmente per questo motivo, e che forse chi l'ha ucciso l'ha fatto per difendere le donne del Clan, magari una figlia, una sorella o addirittura una compagna, quindi per legittima difesa, non per un irrazionale ed animalesco istinto omicida.
Nel periodo con gli Sciaramudoi, Ayla fa poi amicizia con Tolie, una donna di origini Mamutoi, imparentata sia con il Campo del Leone che con quello del Falcone, ed originaria del Campo del Cervo Rosso, che ha sposato uno Sciaramudoi, e che stringe con lei un forte legame di affetto, incrementato dal fatto che Tonolan e Getamio erano parte della sua famiglia assieme a Markeno, il suo compagno...pertanto, con il passare del tempo, il mitigarsi della rabbia di Dolando ed il procedere positivo della convalescenza di Roshario, ad Ayla e Giondalar viene proposto di restare con loro, di unirsi agli Sciaramudoi e di fermare il loro peregrinare.
Persino Lupo è stato accolto volentieri dal popolo dei Cacciatori di Storioni, e Giondalar ha ritrovato tra loro il giovane Darvalo - figlio di Serenio, che si è trasferita altrove con il nuovo compagno Mamutoi, parente di Tolie, impedendogli quindi così di scoprire se ha poi avuto un figlio "con i suoi occhi" - che già dal loro primo incontro gli si era molto affezionato...la proposta è fatta quindi con grande affetto e generosità, ed è avallata dal fatto che Dolando stesso, compresa ora la verità sulla morte di suo figlio, ha superato l'odio ed ha capito i propri errori...Ayla sarebbe felice di accettare, perché in poco tempo ha imparato a voler bene agli Sciaramudoi, e Tolie è una Mamutoi come lei...ma sa che la decisione deve essere di Giondalar, e lui vuole tornare agli Zelandoni.
È tempo quindi di un nuovo addio, e dopo aver salutato tutti, ed aver ricevuto dagli Sciaramudoi una bellissima tunica decorata per Ayla, e due oggetti appartenuti a Tonolan e Getamio, che Giondalar promette di consegnare a sua madre, i due giovani riprendono il loro cammino verso il Tramonto.
Sempre seguendo il Fiume della Grande Madre, Giondalar ed Ayla si trovano ad incontrare delle vecchie conoscenze dell'uomo, gli Adumai, il cui villaggio però rimane più a nord...sebbene Giondalar sia estremamente curioso di scoprire se la ragazza con la quale aveva celebrato i Primi Riti, Noria, abbia avuto un bambino dal suo Spirito, il tempo che occorrerebbe per far loro visita sarebbe troppo, e poiché il giovane non parla correttamente la lingua Adumai, non può chiedere nulla di preciso, rimanendo quindi con il dubbio nel cuore.
Poco dopo, malgrado l'uso dei cavalli consenta loro di procedere a velocità assai maggiore dell'andatura a piedi tenuta da Giondalar e Tonolan al tempo del loro Viaggio, due disavventure attendono i giovani viaggiatori.
Il primo, è l'attraversamento del Fiume della Sorella, pericoloso e turbolento affluente del Fiume della Grande Madre, nel quale entrambi rischiano di affogare e dove per poco non perdono Lupo...inoltre Hinni, nuovamente vicina al calore stagionale, viene portata via da un branco di cavalli selvatici piuttosto numeroso, che non ne rende facile il recupero.
Ayla e Giondalar, pronti a tutto pur di recuperare la loro amica, seguono la mandria, che ad un certo punto viene intercettata anche da un gruppo di cacciatori e fatta precipitare in un dirupo poco distante...Ayla riesce a recuperare Hinni ad un soffio dal baratro, assieme a Vento, ma quando tutto si calma, si accorge che Giondalar è scomparso, e con Lupo si muove per andarlo a cercare, poiché è evidente che è stato qualcuno a portarlo via, di proposito.
Giondalar infatti si risveglia, dolorante per una botta in testa, in un accampamento sconosciuto, in un recinto lercio e maleodorante, ove si accorge di essere prigioniero con molti altri uomini...poco dopo, scopre che quello è un Campo del popolo Sarmuni, un tempo chiamato il "Campo delle Tre Sorelle" - per via di alcune rocce bianche, visibili a grande distanza, che sembrano tre donne abbracciate - dove una donna, Attaroa, pare comandare alle donne e tenere gli uomini in prigionia, come animali.
Nel giro di pochi giorni, incontra la sciamana del Campo, Sarmuna - come tutti gli sciamani infatti, ella ha rinunciato al proprio nome per assumere quello del suo popolo - che, su ordine di Attaroa - cosa insolita - lo cura, e gli rivela di essere una vecchia amica di sua madre, Martona, e di conoscere molto bene la lingua Zelandoni, poiché ha vissuto a lungo con il suo popolo, prima che lui nascesse.
A lei, Giondalar racconta di Ayla, spiegandogli che teme che la ragazza sia morta, travolta dai cavalli in fuga...la sciamana gli dice che non sono stati trovati cadaveri di donne, ma non gli rivela che la Capo cacciatrice, Epadoa, responsabile del suo rapimento, nella confusione della mandria che fuggiva le ha confessato di aver avuto la visione di una donna a cavallo...Sarmuna è molto sconcertata dai due racconti, ma decide di attendere l'evolversi degli eventi.
Passano alcuni giorni, e Giondalar, mentre con della selce recuperata per caso e delle ossa avanzate dal poco cibo che gli viene concesso, inizia ad insegnare agli uomini prigionieri come fabbricare qualche rudimentale coltello, scopre parte della storia del Campo...un tempo, gli uomini si erano comportati molto male con le donne, sobillati da un capo violento e crudele...quando Attaroa prese il comando, fece ribellare le donne ed imprigionare gli uomini, ma quella che pareva inizialmente un'innocente rivalsa si era rivelata l'inizio di un piano folle in cui Attaroa, progressivamente, era riuscita a diffondere il terrore tra tutti i componenti del Campo, uccidendo gli uomini, invalidando i ragazzini di sesso maschile, tenendo i superstiti in gabbia come bestie, ed uccidendo i suoi stessi figli, sia quello naturale - Omel - che quello adottivo - Doban - in realtà poi solo gravemente storpiato.
Nella sua folle mente infatti, la donna è convinta che uccidendo o rendendo inoffensivi tutti gli uomini - ha addirittura una squadra di cacciatrici esclusivamente donne, abbigliate con pelli e denti di lupo, che lei chiama "i miei lupi" - la Madre smetterà di utilizzare i loro Spiriti per ingravidare le donne, ed userà gli Spiriti delle altre donne, facendo così nascere solo bambine.
Ovviamente è una pazzia, ma Attaroa, aiutata da Sarmuna, ha ormai preso una via di demenza impossibile da correggere, e persegue sempre di più nei suoi piani...un pomeriggio, fa attaccare Giondalar al palo della tortura, invitandolo a dividere con lei i "Piaceri" per salvarsi la vita - in realtà desidera solo umiliarlo, in quanto lei gode solamente della sofferenza altrui - ed infuriandosi quando lui la rifiuta, malgrado la donna sia molto bella, poiché consapevole che usare i "Piaceri" per tentare di salvarsi - sebbene in molti, prima di lui, ci abbiano provato - sarebbe un sacrilegio verso la Madre stessa.
Quando tuttavia Attaroa dà ordine di ucciderlo, ormai fuori di sé, una lancia spezza le corde del giovane, che si accorge con gioia che si tratta proprio di Ayla, giunta in groppa ad Hinni, armata di propulsore e pronta ad uccidere chiunque minacci il suo compagno.
L'arrivo della donna è una sorpresa per tutti, poiché Giondalar aveva parlato di lei, ma nessuno gli aveva creduto...per Attaroa e Sarmuna, in particolare, la sorpresa è enorme perché Ayla parla correttamente la lingua Sarmuni, ma con un accento che ad entrambe ricorda qualcosa del loro passato...Ayla fa liberare Giondalar e gli fa restituire armi e vestiti - che Attaroa e le sue cacciatrici si erano già spartite - per poi rimproverare alla capotribù - come già aveva fatto Giondalar - la sua mancanza di ospitalità.
Tra i popoli infatti, vige la regola di ospitare i viaggiatori, che ovviamente sono tenuti a ricambiare tramite lavoro - ad esempio partecipando alla caccia - o compensando con doni, di conseguenza, la prima accusa di Attaroa, che sostiene di aver fatto catturare Giondalar perché colpevole di aver cacciato le loro stesse prede - mentre in realtà cercava di recuperare Hinni e Vento assieme a lei - ovviamente per Ayla non regge, inoltre, la ragazza gli fa notare che un Campo ha bisogno di contare sulla collaborazione di tutti, e che quindi agli uomini viene impedito di fare la loro parte, di conseguenza, se il Campo - come lei asserisce - soffre la fame, la colpa è solo sua.
I rimproveri di Ayla, che pongono l'evidenza sulla sua "scortesia", fanno infuriare Attaroa, che si sente sminuita. tuttavia, astutamente la donna invita entrambi a rimanere per un banchetto in loro onore, apparentemente per scusarsi della cattiva impressione che può aver fatto loro. Giondalar se ne vorrebbe andare, ma Ayla accetta, poiché non può tollerare che uomini e bambini siano tenuti peggio che le bestie, umiliati, uccisi, derubati e derisi...inoltre, osservando a lungo il Campo nei giorni precedenti - inizialmente per capire come liberarlo - ha notato che molte donne cercano di recare sollievo ai loro figli e compagni, e che le gravidanze attualmente presenti - che Attaroa attribuisce alla Madre, che mescola tra loro gli Spiriti delle donne - sono certamente da imputare al fatto che alcune ragazze, rischiando la vita, riescono a congiungersi con i loro compagni prigionieri.
Quando Giondalar viene condotto da Ayla nel punto ove lei è accampata, scopre con gioia che i cavalli si sono salvati, e che anche Lupo è lì con loro, ma che ora sa rimanere nascosto perché Ayla, che ha scoperto che le cacciatrici di Attaroa mangiano carne di lupo a scopo rituale - in realtà, come fece Ayla nell'infanzia, imparerebbero di più osservandoli, dato che sono rumorose ed assai poco simili ai lupi che vorrebbero imitare - per assorbirne forza ed abilità nella caccia, gli ha insegnato a farsi vedere tramite un fischio di comando, ovviamente per proteggerlo...insieme, i due giovani preparano il loro contributo per il banchetto, e nel frattempo Giondalar rivela alla compagna che Sarmuna era amica di sua madre, e che probabilmente lei per prima è esasperata dal comportamento della capotribù.
Ayla, che ha imparato velocemente il Sarmuni perché assai simile al Mamutoi, gli spiega che anche molte donne probabilmente si ribellerebbero, se sapessero come fare, ma che non agiscono per paura di ciò che verrebbe fatto agli uomini...tornati quindi all'accampamento, vengono infatti ospitati dalla sciamana, che gli parla della storia di Attaroa, e di conseguenza della storia del Campo delle Tre Sorelle.
Attaroa, di umilissime origini, aveva vissuto con un parente che aveva abusato di lei sin da ragazzina...successivamente, le era stata combinata un'unione con il loro nuovo capotribù, un uomo affascinante ma violento e malvagio, che oltre a trattarla crudelmente, aveva ridotto le donne a dover chiedere il permesso di parlare, a non poter cacciare, a non poter toccare armi, autorizzando persino gli uomini a picchiarle.
Malgrado la storia sia tremenda, Ayla intuisce che quest'uomo, chiamato Brugar o Brug, doveva essere un sanguemisto con il Clan, poiché le usanze narrate da Sarmuna corrispondono a quelle del Clan, e spiega di conoscerle perché lei, da bambina, era stata allevata da loro...Sarmuna glielo conferma, riconoscendo così nel suo modo di parlare lo stesso accento di Brugar, e spiegando poi che Attaroa, alla fine, quasi impazzita per la rabbia e l'umiliazione, aveva avvelenato lui e drogato gli uomini, facendoli imprigionare dalle donne.
Sarmuna, che condivideva la sua rabbia poiché furiosa dopo il periodo trascorso con gli Zelandoni - avrebbe voluto unirsi a Gioconan, primo marito della madre di Giondalar, assieme a Martona...ma poiché lei presso gli Zelandoni doveva fare solo l'apprendistato come sciamana, le era stato imposto di tornare alla sua gente, anche se lei inizialmente aveva pensato di essere stata rifiutata a causa di una sua deformità al viso - ed ugualmente risentita verso gli uomini - sebbene Brugar versi di lei non avesse mai ecceduto, in quanto la riteneva la Donna Medicina - per il loro atteggiamento verso le donne, l'aveva aiutata, ma poi si era resa conto che quella di Attaroa era pazzia autentica, ed era discesa sempre più nell'aberrazione del suo compito di guida spirituale, accettandone i crimini.
Nel corso degli anni, la nomea del Campo, assieme ai racconti dei pochi visitatori fuggiti dalla crudeltà di Attaroa, unitamente a quelli che erano addirittura scomparsi - uno di loro, Ardemun, è tuttora prigioniero -  e all'atteggiamento della donna verso gli altri campi Sarmuni, dei quali avevano sempre più disertato i Raduni, avevano fatto sì che il Campo rimanesse isolato dal mondo.
Pentita ed addolorata, promette quindi a Giondalar e ad Ayla di aiutarli, se decideranno di affrontarla, ma durante il banchetto accade l'imprevedibile, ed Attaroa attacca Ayla a tradimento, persuasa nella sua follia di poter consolidare il proprio potere uccidendo quella straniera dai poteri inspiegabili, mentre Giondalar viene immobilizzato dalle cacciatrici armate di lancia...quando tutto sembra perduto però, all'improvviso nel Campo irrompe Lupo, che assale Attaroa azzannandola al collo, e che in pochissimi secondi la uccide senza lasciarle scampo, rimediando solo una ferita di striscio.
Il bellissimo animale infatti, ormai pienamente sviluppato sebbene ancora adolescente - come era successo con Piccolo, Ayla aveva sempre dato modo a Lupo di mangiare ed allenarsi alla caccia senza le limitazioni tipiche della vita di branco, e come accaduto al suo predecessore, il canide aveva potuto così sviluppare completamente la propria potenza fisica - era rimasto, su ordine di Ayla, nascosto ad osservare...ma vista l'adorata padrona in pericolo, aveva contravvenuto al comando e si era lanciato all'attacco, ovviamente manifestando subito dopo pentimento per la disobbedienza.
Ayla naturalmente non lo rimprovera, anzi lo abbraccia con le lacrime agli occhi e lo stesso fa Giondalar, confessando alla compagna di aver più volte tollerato a stento la presenza dell'animale per la sua esuberanza ed i ritardi che talvolta aveva causato, senza capire quanto Lupo amasse entrambi...promette quindi alla bestiola di non dubitare mai più di lui, e Lupo, che considera Giondalar ed Ayla il solo branco che conosce, dopo la partenza dai Mamutoi, si gode felice le carezze e la gratitudine dei suoi amici umani.
Ovviamente, per i Sarmuni la presenza di Lupo è una manifestazione di potere al di là di qualsiasi spiegazione razionale, e Sarmuna, ormai convinta che Ayla e Giondalar siano stati mandati lì da forze assai più grandi di quello che pensino, si dichiara pronta a riparare gli errori del passato...Attaroa viene quindi sepolta, gli uomini liberati, Epadoa - suo braccio destro - viene resa responsabile di Doban per assisterlo nella sua invalidità - cosa che la salva dal linciaggio - e tutto il Campo si lascia alle spalle il passato, mentre con il passare dei giorni Ayla e Giondalar aiutano uomini e donne ad immagazzinare il cibo per l'inverno, a fabbricare attrezzi, a recuperare gli affetti perduti, e ad iniziare a dimenticare ciò che è accaduto...alla vigilia della partenza dei due visitatori, la nascita di due gemelli, maschio e femmina, pare annunciare la benevolenza della Madre ed il ritorno alla vita del Campo delle Tre Sorelle.
Ayla e Giondalar riprendono il loro viaggio, ma con l'avvicinarsi ai ghiacciai, Giondalar è nuovamente preoccupato...infatti, non sa come faranno, una volta sul ghiacciaio, a trovare acqua e cibo sufficienti per entrambi e per i loro animali, inoltre, nella permanenza con i Sarmuni hanno lasciato al Campo del cibo, per aiutarne i suoi membri a superare l'inverno...lo rassicura però il fatto di dover passare nel territorio dei Losaduni, suoi buoni amici e lontani parenti degli Zelandoni, presso i quali aveva soggiornato con suo fratello e verso il cui capo ha una "rivendicazione futura", ovvero una sorta di debito da riscuotere, che spera di poter tradurre in provviste ed attrezzature da usare nell'ultima parte del viaggio.
Giunti dai Losaduni, i due giovani sono infatti accolti con calore ed amicizia, ma il loro arrivo è funestato dagli ultimi avvenimenti che hanno colpito il villaggio...una ragazzina di circa dodici anni, Madenia, è stata aggredita da un gruppo di giovani delinquenti, dei quali Giondalar aveva già sentito parlare nel suo viaggio precedente...ma mentre in passato i giovani, aizzati da un certo Karolai, si erano limitati ad infastidire le femmine dei Testapiatta - le donne del Clan - ed a rubacchiare qua e là, ora divenuti numerosi e scacciati per le loro bravate da tutte le caverne, si sono fatti sempre più sfacciati nei furti ed inoltre, essendo ormai a corto di donne - anche gli uomini del Clan hanno iniziato a scortare le loro femmine - hanno assalito la giovane, poco più che bambina, violentandola ripetutamente.
Ovviamente Madenia è gravemente traumatizzata, la madre Verdegia furiosa per ciò che le è accaduto, al punto che invoca una vendetta di sangue verso i colpevoli, ed il capo dei Losaduni, Ladunai, ha mandato corrieri a tutti i villaggi circostanti, nella speranza di prendere una decisione senza rischiare una faida con le altre caverne.
Giondalar ed Ayla, che comunque hanno bisogno di fermarsi per riposare prima dell'ultima e più difficile parte del loro viaggio, si offrono di aiutare come possono...Ayla viene quindi coinvolta nella cerimonia di purificazione di Madenia, nella quale le spiega di essere stata a sua volta violentata da ragazzina, e di aver potuto superare la paura e la sofferenza grazie all'amore di Giondalar...la incoraggia quindi ad affrontare con serenità i Primi Riti - che la ragazzina non aveva ancora celebrato, in quanto appena sviluppata - e ad attendere l'arrivo di una persona speciale, come è accaduto a lei, che le faccia scoprire le gioie dell'amore...Madenia accetta, iniziando così a superare il trauma.
Nel frattempo, si prepara una Festa della Madre, e poco prima Giondalar si ritira con lo sciamano, Losaduna, per esprimere una preghiera alla Madre...la prega infatti di benedire Ayla con un figlio, e di fargli capire, qualora sia possibile, se il figlio sia o meno del suo Spirito.
Nel villaggio dei Losaduni infatti, Giondalar ha ritrovato Filonia, una giovane e graziosa donna con la quale Tonolan aveva avuto una breve relazione - in realtà una sola notte - nella loro precedente visita...la giovane ha una bambina, Tonolia, palesemente figlia di Tonolan, poiché assai simile a lui ed alla loro sorella minore da piccola, Folara...Giondalar ovviamente è lieto che una parte dello Spirito di suo fratello cammini per il mondo, ma nel contempo ciò lo porta a chiedersi se ci sia anche qualche figlio del suo Spirito, nei villaggi da lui visitati, o se la Madre, risentita con lui per i suoi errori passati, non voglia usare il suo Spirito per punirlo.
La festa ha inizio, e molti uomini corteggiano Ayla...Giondalar, non interessato alle altre donne, tiene compagnia a Madenia, ma alla fine Ayla sceglie proprio lui, ed i due giovani trascorrono una bellissima notte di passione...al loro risveglio, mentre Losaduna e Ladunai aiutano Giondalar a preparare l'attrezzatura per affrontare il ghiacciaio, e gli donano le "pietre che bruciano" - in realtà lignite, o carbone fossile, i cui giacimenti si trovano nel territorio Losaduni - in cambio di una "pietra del fuoco" - le piriti scoperte da Ayla, delle quali i due giovani hanno lasciato un campione in ogni villaggio visitato, così che possano essere riconosciute e trovate, condividendone la conoscenza - per poter sciogliere il ghiaccio e ricavare l'acqua necessaria, Ayla si apparta con Madenia per scegliere la roba da portare con sé, dovendo ridurre il carico per motivi di spazio e di peso...la giovane donna, che si rende conto che la ragazzina la ammira e sta superando il trauma, decide quindi di donarle la tunica che le aveva dato Roshario, assai voluminosa, per ricordarsi di lei.
Ayla e Giondalar lasciano così i Losaduni, anche se Madenia aveva sperato che Giondalar potesse celebrare i suoi Primi Riti, e si apprestano ad affrontare il ghiacciaio, ma un nuovo incontro, assolutamente imprevisto, li attende alle sue pendici...incontrano infatti la banda di Karolai, intenta ad infastidire una coppia del Clan, ed affrontano i giovani balordi, picchiandoli e spaventandoli a morte, spiegando poi loro - notando soprattutto che non sembrano felici, e che sono palesemente sporchi, denutriti e malconci, senza le loro famiglie e dopo anni di vita randagia - che li stanno cercando per punirli delle loro azioni sconsiderate - il corridore di Ladunai aveva riferito che per rubare cibo e vestiti avevano ridotto in fin di vita una donna di un villaggio poco distante - e che se faranno ammenda potranno tornare alle loro caverne.
I ragazzi se ne vanno, portandosi via Karolai al quale Giondalar, per vendicare Madenia, ha assestato un micidiale pugno in faccia...Ayla si rivolge poi all'uomo del Clan, in quanto ha notato che la sua gamba, quando lui si è gettato da uno sperone di roccia per soccorrere la sua compagna, si è spezzata malamente, probabilmente una frattura gravemente scomposta del femore.
L'uomo, di nome Guban, soffre terribilmente, ma ovviamente cerca di non farlo capire - gli uomini del Clan sono estremamente orgogliosi - ed è assai sconcertato nel vedere due esponenti degli "Altri" che si battono con i loro simili per difenderli, inoltre lo lascia molto scosso il fatto che Ayla, palesemente una donna, maneggi una fionda simile a quelle usate nel Clan, anche perché il fatto di dovere la vita ad una donna che usa un'arma, per un uomo del Clan, è terribilmente umiliante...ma nulla lo sconvolge più del fatto di vedere Ayla, che nulla ha del Clan, rivolgersi a lui nel modo corretto, raccolta in terra in attesa che le sia permesso di parlare.
L'uomo, incuriosito suo malgrado, accetta di comunicare con lei, e sebbene i loro due Clan abbiano ovviamente linguaggi diversi - la distanza che li separa è immensa - possono comunicare con l'antico linguaggio rituale comune a tutti i Clan dell'Orso delle Caverne...Ayla spiega la sua storia, racconta del Clan che l'ha allevata, rivela di essere una Donna Medicina, e spiega a lui ed alla donna - di nome Iorga - di aver lasciato il Clan per trovare i propri simili, omettendo ovviamente la Maledizione di Morte, poiché se lo sapessero i due smetterebbero immediatamente di considerarla e la riterrebbero uno Spirito giunto dall'altro mondo per portarli con sé.
Guban è scettico, sebbene sia consapevole che la donna dica la verità - il Clan non sa mentire, le posture e l'atteggiamento rivelerebbero la menzogna - e si senta sollevato dal fatto che Giondalar, aiutato da Ayla, ne confermi il racconto utilizzando il linguaggio del Clan...tuttavia, si convince della sua sincerità e buonafede, quando Ayla quasi per caso, raccontando di come il Leone delle Caverne, suo Totem, l'abbia marchiata e condotta al suo Clan, accenna alla storia di Creb, il Mog-Ur.
Guban, sconvolto, le rivela che Creb è famoso in tutti i Clan, per il fatto che fu scelto personalmente dal Grande Orso delle Caverne...scoperto quindi che è stato lui, ad allevarla, assieme alla sua rispettata sorella, anch'essa famosa per il suo lignaggio secolare come Donna Medicina, riconosce il suo ruolo e le consente di curarlo, raddrizzandogli la gamba.
Il giorno dopo, Guban decide di parlare a Giondalar, ed Ayla sa perché...con il loro aiuto, l'uomo ha contratto un debito enorme con gli Altri, che purtroppo fino a quel momento lui ed il suo Clan conoscevano solo per le malefatte di Karolai e dei suoi seguaci...teme quindi di dover cedere una parte dello Spirito ad entrambi, cosa assai pesante per le superstizioni del Clan.
La giovane donna suggerisce a Giondalar, in quanto uomo, di dire che risponde lui dei debiti di Ayla, poiché è la sua compagna, e sa che Guban preferirebbe scambiare una parte dello Spirito con un uomo, anziché con una donna, per quanto Donna Medicina, e che per di più usa un'arma...Giondalar però la sorprende, raccontando a Guban di quando Ayla lo salvò, grazie alle conoscenze mediche imparate nel Clan, e sostenendo di dovere la vita al Clan stesso...si offre quindi di scambiare il suo debito con quello di Guban, in modo da trasformarlo in una sorta di "parentela", e suggellando l'amicizia con uno scambio simbolico di doni.
Guban, lieto di aver risolto così il problema e felice di poter raccontare al suo Clan di aver scoperto che esistono esponenti degli Altri disposti ad instaurare rapporti cordiali con il Clan, oltre al fatto che alcuni di loro parlano persino "nel modo giusto", spiega l'ubicazione del loro territorio, e nel frattempo anche Iorga ed Ayla fanno amicizia, confessandosi a vicenda le proprie storie...Ayla infatti le spiega di essere in viaggio per conoscere la famiglia del suo compagno, e Iorga le racconta di essere arrivata da un altro Clan come seconda compagna di Guban, dal quale aspetta già un figlio, e di fare molta fatica ad integrarsi nel nuovo Clan.
Le due coppie si salutano quindi in amicizia, pronte a riferire l'esperienza ai rispettivi popoli...per Giondalar in particolare questi giorni sono stati determinanti, per convincersi definitivamente del fatto che i membri del Clan sono indiscutibilmente esseri umani, poiché in questo breve incontro ha potuto valutare la grande forza d'animo, il coraggio e la caparbietà dei suoi esponenti, imparando a stimarli attraverso Guban.
È ora però di affrontare il ghiacciaio, e la cosa pare inizialmente tramutarsi in tragedia...i cavalli infatti, feriti agli zoccoli dal ghiaccio tagliente, zoppicano, al punto che Giondalar suggerisce di ucciderli per non farli soffrire...Ayla si rifiuta, decidendo di fermarsi per curarli, e poco dopo trova la soluzione...usando una vecchia pelle di mammut, crea delle protezioni per le zampe dei cavalli e per quelle di Lupo, riuscendo a salvare i loro cari amici animali, e dopo molte peripezie, e l'aver utilizzato la loro vecchia barca a forma di ciotola come slitta per scendere dall'ultimo versante del ghiacciaio, i due ragazzi arrivano dall'altra parte, finalmente al sicuro.
Li accoglie il disgelo primaverile, e Giondalar ed Ayla arrivano in breve alle terre dei Lanzadoni, popolo fondato da Dalanar, l'uomo del Focolare di Giondalar...qui, Ayla fa conoscenza con Dalanar stesso, rendendosi conto dell'incredibile somiglianza con il suo compagno, con Gerica, la sua attuale compagna, che giunse in quelle terre da un lunghissimo viaggio iniziato ad Oriente, e con sua figlia, Gioplaia - cugina stretta di Giondalar, in realtà sorella da parte di padre - che si rivela intelligente e bellissima.
Incontrano anche Eciozar, un uomo adottato dai Lanzadoni che scoprono essere di Spiriti Misti, in grado di parlare come lo sarebbe Durc...l'uomo racconta che sua madre - probabilmente violentata dagli Altri - era stata maledetta dal suo Clan, perché nell'aggressione il suo compagno era rimasto ucciso ed in seguito aveva avuto lui, considerato deforme...la donna, anziché arrendersi, aveva vagato con lui fino a che un uomo degli Altri, un Sarmuni in fuga dalla follia omicida di Brugar e di Attaroa, l'aveva raccolta ed aiutata ad allevarlo...alla morte dell'uomo, sua madre aveva perso la voglia di vivere e si era lasciata morire, lasciandolo solo in un mondo ove sia il Clan che gli Altri lo trattavano come un appestato.
Deciso a farla finita, aveva cercato di uccidersi, gettandosi in un fiume, ma Dalanar lo aveva salvato e con grande umanità lo aveva accolto nel suo popolo...dopo aver ascoltato la sua storia, Ayla parla delle proprie origini, spiegandogli che anche lei sa cosa voglia dire essere soli al mondo, e che proprio come lui è stata adottata dai Mamutoi.
Ayla si guadagna così la stima di Dalanar e dei Lanzadoni, e Gioplaia le offre la sua amicizia, capendo perché Giondalar si sia innamorato di lei, e dandole la certezza, pur senza parole, di ciò che Ayla aveva già intuito...Gioplaia infatti, cresciuta con Giondalar negli anni dell'adolescenza, è innamorata di lui, ed ha sempre sperato che lui ricambiasse il suo sentimento, ben sapendo che i cugini stretti - ovvero i figli dello stesso Focolare, poco meno che fratelli veri e propri - non si uniscono in matrimonio.
Illusa che se fosse tornato, Giondalar avrebbe compreso di amarla, ha visto crollare le sue speranze all'arrivo di Ayla, ma ha anche capito che lei è altrettanto innamorata di lui...quindi, le fa capire di accettarla come sua compagna, senza rancore, e poco dopo decide a propria volta di accettare la proposta di matrimonio di Eciozar, che la ama in modo totale ed appassionato.
Lei e l'uomo dall'aspetto insolito infatti, quando si erano conosciuti, erano entrati subito in grande confidenza, sia per l'aspetto inconsueto di entrambi - Gioplaia, pur essendo bellissima, fonde infatti tratti somatici europei ed orientali - che per il fatto di avere ambedue un carattere riservato e solitario...Eciozar si era quindi innamorato subito di lei, così gentile nei suoi confronti, e Gioplaia, non potendo sperare di avere per sé l'uomo che ama, decide di unirsi ad un uomo che la ami sinceramente e per il quale lei senta affetto profondo, stima e rispetto.
Giondalar ed Ayla, prima di ripartire, assistono alla promessa matrimoniale di Gioplaia ed Eciozar, che Ayla guarda con le lacrime agli occhi poiché le ricorda quando venne infelicemente promessa a Ranec, e sa che per Gioplaia, innamorata di quello che è a tutti gli effetti un fratello, non potrà esserci un lieto fine...quindi, con un certo sollievo, saluta i Lanzadoni, apprestandosi a compiere con Giondalar l'ultimo tratto del suo viaggio.
Poco prima di entrare nelle terre degli Zelandoni, un contrattempo li trattiene poiché Hinni, ormai in calore, si allontana con una mandria per accoppiarsi... Ayla, consapevole che non sarà difficile ormai recuperarla, avendo superato la parte più pericolosa del loro percorso, è felice perché stavolta affronteranno la gravidanza insieme, e rivela così a Giondalar di essere incinta.
Nelle ultime settimane infatti, per razionare l'acqua, la giovane donna non aveva preparato l'infuso contraccettivo, e quando erano scesi dal ghiacciaio, avevano concepito un bambino...Ayla è quindi sicura di essere incinta, e poiché è convinta che i Piaceri abbiano un ruolo nel concepimento, è certa che il figlio possa essere solo di Giondalar, che accoglie con immensa gioia la notizia.
Giondalar le rivela anche la sua felicità di essere finalmente alla fine del percorso, e le confessa di non avere più timori nei confronti del suo passato...ha imparato infatti tante cose sul Clan, che spera di insegnare alla sua gente, ed ha capito che le persone possono cambiare, perché molti popoli si sono offerti di dar loro una casa...è quindi consapevole che ad entrambi non mancherà un posto dove vivere, e che anche se gli Zelandoni non dovessero accoglierli, una volta spiegato di Tonolan, sarà disposto a lasciarli, a costo di tornare dagli Sciaramudoi o addirittura dai Mamutoi, pur di stare con lei.
Nel frattempo, Giondalar riconosce il territorio attorno a sé, e mostra ad Ayla, in lontananza, la Nona Caverna, casa sua...proprio sopra la cengia rocciosa, Ayla vede una pietra che ricorda nella visione che ebbe con Creb, durante il Raduno dei Clan, e che ha più volte visto nei suoi sogni durante il viaggio, sogni nei quali spesso le è apparso anche Creb, come a volerla guidare...Giondalar la chiama "Pietra che Cade", ed Ayla comprende che quello è il luogo, originario del Clan dell'Orso delle Caverne stesso, a cui Creb ed il suo Totem volevano portarla, poiché lì il suo Totem sarà felice.
La casa di Giondalar, quindi, è anche casa sua...il loro lungo viaggio è finito.

## Protagonisti
- Ayla: protagonista del romanzo e dell'intera serie, in questo volume si troverà ad affrontare un viaggio attraverso l'Europa glaciale, per raggiungere la terra natia del suo compagno. Confrontandosi con popoli diversi per usanze, costumi, tradizioni, si renderà conto di quanto il mondo sia vasto, e dentro di sé, sarà costretta a dire addio per sempre al passato ed al ricordo del figlio.
- Giondalar: protagonista maschile del romanzo a partire dal secondo volume, si troverà nel corso della storia e del viaggio verso le terre Zelandoni a rimettere in discussione alcuni punti di vista non più con sé stesso, ma con i popoli che incontrerà, anche con quelli conosciuti in precedenza, che si troveranno davanti un uomo cambiato, più maturo e consapevole. Lungo la strada, scoprirà con sollievo la capacità delle persone di cambiare, ma anche l'esistenza di individui malvagi che, non rispettando i doveri imposti dalle tradizioni, si riveleranno infidi e pericolosi. Pronto a tutto per difendere la compagna e condurla sana e salva dalla propria gente, capirà che ad entrambi, con tutto ciò che hanno da offrire, non mancherà un posto in cui vivere, poiché in molti offriranno loro di restare. Si renderà quindi conto di poter lasciare gli Zelandoni, se non dovessero accettare Ayla, a cuor leggero, poiché stare con lei, per lui, è ormai l'unica cosa davvero importante.
- Dolando: capotribù del popolo Sciaramudoi, al quale Tonolan si era unito in precedenza, accoglierà con gioia il ritorno di Giondalar, soprattutto per l'aiuto che Ayla riuscirà a dare alla sua compagna, vittima di un incidente a causa del quale, per una frattura mal saldata, rischia di perdere l'uso di un braccio. Scoperte in seguito le origini di Ayla, reagirà con rabbia poiché gli uomini del Clan avevano, in passato, ucciso il figlio del suo Focolare, Doraldo. Compreso il suo errore di giudizio, poiché probabilmente il giovane - assieme ad altri - aveva aggredito delle donne del Clan con l'intento di abusarne, e quindi l'attacco degli uomini del Clan era stato solo per difesa, riuscirà a far pace con il passato, ed offrirà ad Ayla e Giondalar di rimanere presso di loro, entrando a far parte del loro popolo.
- Roshario: moglie di Dolando, sarà la donna a cui Ayla presterà aiuto per risolvere una brutta frattura al braccio, consentendole di recuperarne l'uso gravemente compromesso. Buona e materna, rimarrà affascinata dalla ragazza per la sua capacità di controllare gli animali e per le sue conoscenze in campo medico, e sarà lei la prima ad offrirle di rimanere assieme a Giondalar, che considera un figlio. Alla loro partenza, donerà ad Ayla, in segno di ringraziamento, una bellissima tunica riccamente decorata secondo lo stile Sciaramudoi, perché la giovane donna possa ricordarsi di lei.
- Darvo/Darvalo: figlio di Serenio, la donna Sciaramudoi con cui Giondalar aveva avuto una relazione ai tempi del suo primo soggiorno presso il Popolo del Fiume. Ormai cresciuto, è il primo ad incontrare Giondalar ed Ayla, ed a raccontargli l'incidente che ha coinvolto Roshario, che l'ha accolto dopo la morte di Getamio - la compagna di Tonolan morta per parto - e la partenza di sua madre con un uomo del popolo Mamutoi. Più maturo rispetto al loro incontro precedente, rivedrà Giondalar con piacere e sarà molto colpito da Ayla, ma a differenza di altri, non sarà sorpreso dal desiderio di Giondalar di ripartire.
- Tolie: giovane donna di origini Mamutoi, sposata ad uno Sciaramudoi e componente del Focolare di Tonolan, poiché i focolari degli Sciaramudoi sono composti da due coppie. Inizialmente sarà dubbiosa nei confronti di Ayla, poiché conoscendo le usanze del suo popolo di origine, capisce subito che la donna non è nata Mamutoi. Appresa però la verità sulle sue origini, sarà la prima a manifestare grande affetto verso di lei, ed assieme a Roshario pregherà Giondalar di rimanere con loro, prendendo il posto di Tonolan e Getamio, rimanendo molto delusa dalla sua decisione di riprendere il viaggio.
- Markeno: compagno di Tolie, offrirà a Giondalar di rimanere nel suo Focolare assieme ad Ayla, ma il suo rifiuto non lo sorprenderà più di tanto, poiché già in passato il giovane aveva fatto capire che non avrebbe mai rinunciato alle proprie origini Zelandoni.
- Attaroa: capotribù del Campo delle Tre Sorelle del Popolo Sarmuni, è una donna folle e crudele che, appena preso il potere, ha ridotto gli uomini in prigionia. Resa pazza dagli abusi subiti in gioventù prima da un parente che l'aveva adottata, e poi da un compagno malvagio e violento, negli anni del suo dominio non ha esitato ad uccidere, invalidare e punire con efferatezza e crudeltà chiunque le si opponesse...quando la conosce, vede in Ayla l'immagine della Madre venuta a punirla per i suoi crimini, di conseguenza, cercherà appena possibile di ucciderla, in modo secondo la sua idea folle di eliminare assieme a lei la punizione che le spetta. Verrà uccisa da Lupo, cosa che impedirà a chiunque di macchiarsi del suo omicidio, e che verrà visto dalla sciamana come una punizione voluta dalla Madre Terra stessa.
- Sarmuna: sciamana del Campo delle Tre Sorelle, è una donna molto intelligente, che però a causa di rancori personali si è fatta trascinare dalla follia di Attaroa, arrivando a danneggiare profondamente la struttura sociale del Campo. Affetta da una lieve deformità al volto, in passato aveva vissuto a lungo presso gli Zelandoni, dove aveva compiuto il proprio apprendistato come sciamana, ed era diventata molto amica di Martona, madre di Giondalar, e di Gioconan, suo promesso sposo, al punto che l'uomo aveva pensato di prendere entrambe le ragazze come compagne, in quanto ormai legate come sorelle. Quando l'uomo era stato scoraggiato in tale intento, Sarmuna aveva pensato che il motivo fosse il suo aspetto fisico, assai diverso da quello di Martona che era invece molto bella, ed aveva deciso di lasciare gli Zelandoni, attraversando il ghiacciaio da sola per tornare dal suo popolo di origine. In realtà, il suo ritorno era stato richiesto solo perché potesse prendere il suo posto come sciamana e guaritrice, ma la donna, piena di rancore, aveva appoggiato la follia di Attaroa per vendicarsi dei torti subiti dal genere maschile, accorgendosi troppo tardi che la sua pazzia era assai più grave di quello che lei riteneva, e che una volta raggiunti certi livelli non era stato più possibile tornare indietro. Quando conoscerà Giondalar ed Ayla, l'uno sbucato dal suo passato e l'altra dotata di capacità incredibili, si convincerà che sia stata la Madre a mandarli, per consentirle di fare ammenda e di riparare alle proprie colpe, permettendo al suo Campo di tornare finalmente ad una vita normale. Dotata di grandi capacità, ha scoperto come mutare il "fango in pietra", imparando in realtà, semplicemente, a cuocere l'argilla, creando quindi le prime opere di terracotta. Al momento della loro partenza, chiederà a Giondalar di portare i suoi saluti a sua madre, rivelandogli il proprio nome originale, Bodoa.
- Doban: ragazzo Sarmuni, orfano di madre, che Attaroa per un certo periodo aveva adottato. Poiché l'istinto materno della donna era contaminato dalla sua follia, la donna lo trattava in modo altalenante, coccolandolo e vestendolo la bambina, ma anche facendolo dormire ai suoi piedi oppure usandolo come assaggiatore per verificare se il cibo a lei servito fosse avvelenato. È stato storpiato su ordine di Attaroa, quando i suoi istinti maschili si sono rivelati - con le prime erezioni - e la donna, folle di rabbia, ha capito che lui era un maschio come gli altri. Ormai invalido a vita, verrà istruito da Giondalar sui rudimenti dell'arte di lavorare la selce, perché possa un giorno guadagnarsi da vivere.
- Brug/Brugar: compagno di Attaroa, non compare nella storia narrata, poiché già morto ai tempi degli eventi. Uomo dal carattere violento e collerico, era un sanguemisto del Clan, in grado però di parlare, che scacciato dal Clan di origine - dove viveva la madre probabilmente di Spiriti Misti - era andato a vivere con i Sarmuni ed era diventato il capo del Campo, obbligando tutti a sottostare a nuove usanze, legate alla tradizione del Clan. Incoraggiato dagli uomini nel suo comportamento sessista, poiché le sue vittime erano perlopiù le donne, ridotte alla sudditanza, aveva preso Attaroa come compagna, trattandola sin da subito con crudeltà, violenza e botte, oppure violentandola, comportamento che non si era attenuato nemmeno con la sua gravidanza e la nascita di un bambino, deformato forse dai maltrattamenti subiti dalla madre durante la gestazione, che non si era mai capito, fino alla sua morte, se fosse maschio o femmina. Viene avvelenato da Attaroa, che dopo la sua morte prenderà il potere.
- Epadoa: capo cacciatrice di Attaroa, è il braccio destro della capotribù, ma le obbedisce solo per paura. È lei a catturare Giondalar, dando il via agli eventi del libro, ma quando Attaroa morirà, cercherà di riparare ai propri errori, e diventerà la tutrice di Doban, che prometterà di proteggere per sempre.
- Cavoa: accolita di Sarmuna, è una giovane donna che è rimasta incinta violando di nascosto il divieto di non avvicinare gli uomini, riuscendo a vedere il proprio innamorato. Dopo l'uccisione del ragazzo, Cavoa è stata lasciata in vita solo in attesa del parto, con la promessa di ucciderla nel caso della nascita di un maschio. Affascinata da Ayla, le rivelerà la sua bravura come scultrice, realizzando una piccola testa in terracotta di Sarmuna, alla quale è molto affezionata. Partorirà due bei gemelli, maschio e femmina, per tutti un segno del fatto che la Madre guarda di nuovo ai Sarmuni con favore.
- Ardemun: uomo Sarmuni, di origini Losaduni, giunse ai Sarmuni come viaggiatore e si fermò a vivere con loro. Catturato e rinchiuso alla presa di potere di Attaroa, sarà uno dei primi uomini, durante la prigionia nel Recinto, a fare amicizia con Giondalar.
- Adomun: detto anche Sadomun, è un uomo dei Sarmuni, molto anziano, di grande saggezza e compassione. Ayla, al momento della morte di Attaroa, si rivolgerà a lui per stabilire le punizioni per le colpe di alcune persone complici, anche involontarie, dei crimini della donna. Sarà il suo intervento, rendendola tutrice di Doban, a salvare la vita ad Epadoa.
- Losaduna: sciamano del popolo Losaduni, aiuterà Giondalar ad esprimere un desiderio alla Madre Terra in un rituale privato, inoltre coinvolgerà Ayla nel rituale di purificazione della piccola Madenia. Figura insolita come sciamano, in quanto spesso distratto ed apparentemente sulle nuvole, si rivela di grande autorità quando necessario, e si guadagna la simpatia di Ayla poiché per la prima volta la giovane donna incontra uno sciamano sposato e con figli, cosa assai insolita in quanto gli sciamani, in genere, erano completamente dediti alla loro vocazione e con poco tempo da dedicare alla vita personale.
- Solandia: compagna di Losaduna, è una donna rotondetta e simpatica che fa amicizia con Ayla, e tramite la quale la giovane donna scopre che Losaduna non solo ha una moglie, ma ben quattro figli. Molto sagace ed intelligente, aiuta spesso il compagno nei suoi compiti in quanto esperta di erbe e rimedi naturali - ricordando così ad Ayla il binomio Creb-Iza che lei aveva osservato nel Clan, dove lo sciamano era uomo, ma la guaritrice sempre una donna - ed ha scoperto come utilizzare cenere, grasso ed acqua per ottenere una sostanza pulente, fondamentalmente la liscivia, dalla quale ricavare un sapone rudimentale. Farà amicizia soprattutto con Lupo, che sin da subito si affezionerà ai suoi figli.
- Madenia: è una ragazzina del popolo Losaduni, poco più che bambina - dalla descrizione potrebbe avere undici o dodici anni - e da poco sviluppata, che è stata aggredita da un gruppo di giovani delinquenti e stuprata più volte. Gravemente traumatizzata, inizia a scuotersi dallo shock quando Ayla le rivela, durante il rito di purificazione con il quale Losaduna cerca di aiutarla e di renderla di nuovo integra - almeno a livello simbolico - agli occhi della gente, che alla sua stessa età anche lei fu forzata, addirittura con il benestare del popolo presso il quale viveva, poiché il Clan dell'Orso delle Caverne non ritualizzava il sesso e riteneva che un uomo potesse soddisfarsi con pieno diritto con qualsiasi donna desiderasse, e che lei fosse quindi tenuta ad obbedire. Le spiega perciò che un giorno potrebbe incontrare un uomo buono e gentile che saprà insegnarle le gioie dell'amore, e che non deve impedire a sé stessa di avere la possibilità di essere felice e di diventare madre. Madenia inizia così a superare la violenza, ma sarà soprattutto l'osservare, nascosta, la notte di passione tra Ayla e Giondalar che la convincerà a non privarsi dell'opportunità di celebrare i Primi Riti. Quando Ayla le racconterà delle sue esperienze di viaggio, si lascerà trasportare dalla fantasia nel sogno di fare un Viaggio altrettanto lungo ed avventuroso, ed alla sua partenza, indosserà la tunica Sciaramudoi che le ha donato per salutarla e farle capire che non la dimenticherà mai.
- Verdegia: madre di Madenia, furibonda per ciò che è capitato alla figlia, è una donna anziana i cui figli più grandi, tutti maschi, hanno già lasciato il Focolare, ed essendo vedova, ha sempre visto in Madenia la consolazione di poter avere, un giorno, un Focolare pieno di nipoti ed un uomo che provveda alla figlia, ed anche a lei. Convinta che la violenza abbia rovinato sua figlia, rendendola poco desiderabile come compagna e traumatizzando la ragazzina al punto da farle rifiutare i riti di passaggio che farebbero di lei una donna pronta per il matrimonio, ringrazierà Ayla per l'aiuto, quando capirà che grazie a lei ed all'affetto che la circonda, Madenia sta superando il trauma.
- Karolai: giovane Losaduni che ha formato una banda di balordi, nascosti nelle caverne attorno al territorio Losaduni. Lui e la sua banda erano stati inizialmente definiti - questo ai tempi del primo Viaggio di Giondalar -  come dei "giovani irruenti" che non volevano fare nulla di male, se non infastidire i Testapiatta - ovvero gli uomini del Clan - con particolare attenzione per le donne, che si divertivano a forzare - in poche parole, a violentare - data la loro remissività. Quando però i Clan della zona avevano iniziato a scortare le donne, così da renderle prede più difficili, il gruppo, ormai ridotto allo sbando anche a causa della scarsità di viveri - la vita lontano da una Caverna organizzata, senza le famiglie, senza madri e nonne che li aiutassero con cibo e vestiario, e senza avere loro grande esperienza di caccia, era ovviamente durissima - aveva cominciato a rubare nelle Caverne circostanti, fino a che l'astinenza forzata li aveva portati ad aggredire la piccola Madenia, allontanatasi dalla Caverna per mettere delle trappole per la selvaggina. Ayla e Giondalar li incontreranno sulla strada per il ghiacciaio, intenti ad infastidire una coppia del Clan, e suggeriranno loro di tornare alle proprie Caverne e di fare ammenda, così da non essere rincorsi come animali dai loro parenti ormai furiosi. Mentre i suoi compagni appariranno spaventati e sfiniti - il fatto che Giondalar, uno Zelandoni, sappia di loro li spaventa ulteriormente, poiché essendo consapevoli di avere esagerato e terrorizzati all'idea di affrontare la loro gente, avevano pensato di andare nel territorio Zelandoni fingendosi in Viaggio, senza ovviamente pensare che nelle loro condizioni, senza cibo, provviste ed abiti caldi, affrontare la traversata del ghiacciaio sarebbe stato comunque un suicidio - lui manterrà fino all'ultimo la sua arroganza, guadagnandosi un magistrale pugno in piena faccia da Giondalar, che sentirà così di aver vendicato, almeno in minima parte, la giovane Madenia.
- Guban: uomo del Clan dell'Orso delle Caverne, aggredito dalla banda di Karolai mentre scortava, per proteggerla, la sua giovane compagna Iorga, a causa delle malefatte della banda ai danni del Clan. Al suo incontro con Ayla, l'uomo è dubbioso e sconcertato riguardo alla sua storia, ma comprende di potersi fidare di lei quando capisce che è la figlia adottiva del grande Mog-ur-un-Occhio, come era conosciuto Creb nei Clan anche a grande distanza dal territorio in cui è cresciuta Ayla. Nei pochi giorni che trascorreranno insieme, l'uomo imparerà a stimare anche Giondalar, che si rivelerà fondamentale per fargli comprendere che anche gli Altri non sono poi così "ignoranti ed animaleschi", come li aveva sempre ritenuti. Uomo di grande prestigio presso il suo popolo, scambierà il suo debito di riconoscenza verso Ayla e Giondalar con quello di Giondalar nei confronti del Clan, arrivando così a considerarli dei parenti acquisiti.
- Iorga: giovane donna del Clan, dai capelli biondi - cosa insolita, almeno nel territorio da cui proviene Ayla - ed assai graziosa, ovviamente per gli standard del suo popolo. Favorita per la sua bellezza nel suo Clan di origine, è giunta al Clan di Guban come sua seconda compagna, poiché la sua prima donna aveva avuto due figlie femmine, e lui desiderava una donna più giovane che potesse concepire un maschio. Aggredita dai seguaci di Karolai, cerca di difendere il suo compagno, gravemente ferito alla gamba, fino all'arrivo di Ayla e Giondalar. Ancora guardata con sospetto dal suo Clan adottivo, è una ragazza molto intelligente e sveglia, già gravida di quello che spera sia il maschietto tanto desiderato da Guban. Svilupperà da subito grande simpatia, ricambiata, nei confronti di Ayla, con la quale si sentirà in sintonia per le similarità delle loro storie, e promette, nel caso abbia un maschietto e Guban lo consenta, di chiamarlo come Giondalar, adattato alla pronuncia del Clan, ovvero "Dondala" (il modo in cui Ayla stessa, all'inizio, pronunciava il suo nome).
- Dalanar: uomo del Focolare di Giondalar, è il capo del popolo da lui fondato, i Lanzadoni, che vive alle pendici opposte del ghiacciaio, verso Ovest. Un tempo appartenente al popolo Zelandoni, l'uomo era sposato con Martona, madre di Giondalar, che era la vedova del precedente capotribù - Gioconan - ed a tutti gli effetti il capotribù in carica all'epoca, poiché Gioarran, il suo primogenito, era ancora giovane per assumere il comando. Avendo lui stesso un carattere autoritario ed incline al comando, fece molta fatica a gestire il rapporto con Martona, vincolata alle responsabilità verso il suo popolo, e sebbene fossero molto innamorati - Giondalar racconta che si narrarono a lungo ballate sul loro amore - ad un certo punto decisero di sciogliere il legame, quando Giondalar aveva pochi mesi. Per evitare imbarazzi e consentire ad entrambi di rifarsi una vita, decise quindi di partire, fondando un nuovo popolo in una zona ricca di cave di selce. Eccezionale tagliatore e lavoratore di selce, mestiere che ha trasmesso ai figli, ha trovato un equilibrio sposando Gerica, donna di origini orientali, ed è molto affezionato al suocero, Hociaman, che condusse a vedere le "grandi acque salate" - l'Oceano Atlantico - facendogli concludere "il viaggio più lungo mai fatto da un uomo". Uomo di grande gentilezza ed umanità, somiglia a Giondalar in modo quasi geneticamente impossibile - sono praticamente identici, Ayla spesso li definirà "lo stesso uomo in due fasi della vita" - ed è molto affezionato al figlio maggiore, sebbene in realtà lo abbia conosciuto quando era già ragazzino e dovette allontanarsi dagli Zelandoni per le sue intemperanze. Come suo figlio, anche lui in gioventù era molto richiesto per i Primi Riti, ma sembra che non sviluppasse lo stesso affettuoso attaccamento di Giondalar con il successivo repentino distacco, forse perché all'epoca meno segnato nei sentimenti. Sempre molto corretto e cordiale, nel tempo e con la distanza è riuscito a maturare un rapporto equilibrato anche con Martona, al punto che lei e Gerica sono buone amiche.
- Gerica: seconda compagna di Dalanar, madre di Gioplaia. Bassa, con la pelle chiarissima, capelli lisci e neri, e dagli occhi neri ed obliqui - a mandorla - è di probabili origini cinesi, in quanto sostiene che suo padre e sua madre erano partiti dal "Mare Infinito al limite orientale della terra", ovvero quasi certamente dall'Oceano Pacifico. Lei nacque durante il Viaggio, nel quale vissero con molti popoli, spesso per anni, ed infatti conosce e ricorda volentieri i Mamutoi. Come dirà lei stessa del padre, ancora vivo benché molto vecchio, "nessuno ha mai fatto un viaggio lungo come il suo", poiché attraversò praticamente tutto il mondo allora conosciuto. Di carattere calmo e razionale, accoglierà con sollievo l'arrivo di Ayla, in quanto rappresenterà finalmente la fine dei sogni impossibili di sua figlia, Gioplaia.
- Gioplaia: seconda figlia del Focolare di Dalanar, e quindi sorella di Giondalar da parte di padre benché - per l'assenza di collegamento biologico con il padre - venga definita "cugina stretta" - come accadeva per i probabili figli di uno stesso uomo ma con madri differenti - e non semplicemente "sorella", è una ragazza dai lunghi capelli castani e dagli occhi verdi quanto sono blu quelli di Giondalar, che ha mescolato i tratti paterni - l'altezza, i capelli mossi e gli occhi verdi - con quelli materni - la pelle chiara ed il taglio degli occhi - dando vita ad un miscuglio di una bellezza esotica e stupefacente, ma anche assai insolita, che spesso l'ha fatta sentire diversa e fuori posto. Di carattere che vorrebbe essere scherzoso, è in realtà molto riservata. Segretamente innamorata di Giondalar, che ha conosciuto quando erano entrambi ragazzini e verso il quale, non avendo condiviso l'infanzia con tutte le sue dinamiche innocenti, ha maturato una fortissima infatuazione, non ha mai preso un compagno perché convinta che lui un giorno avrebbe scoperto di corrispondere il suo sentimento. Quando conosce Ayla comprende che il suo sogno è impossibile, ma riesce a maturare verso di lei anche affetto e simpatia, senza portarle rancore. Con il ritorno di Giondalar, deciderà di accettare la proposta di matrimonio di Eciozar. Abile lavoratrice di selce, è stata istruita assieme al fratello nel mestiere paterno da Dalanar stesso.
- Eciozar: uomo Lanzadoni, di origini miste tra gli Altri ed il Clan dell'Orso delle Caverne. Nato da una donna violentata dagli Altri, non sa di quale popolo fossero coloro che aggredirono sua madre, che a causa della sua nascita fu colpita dalla Maledizione di Morte e bandita. La donna non si volle arrendere, ed entrambi furono accolti da Andovan, un uomo di origini Sarmuni fuggito dal dominio spietato di Brugar e di Attaroa. L'uomo gli fece da padre, ma quando morì anche sua madre si lasciò morire, e lui rimase solo. Accolto da Dalanar, matura da subito grande simpatia per Giondalar ed Ayla, che gli parla della sua vita con il Clan e lo spinge a "non odiare il popolo di sua madre", raccontando che lei è a loro che deve la vita, e che non sono malvagi, solo molto antichi e difficili al cambiamento. Gli dice inoltre che "sua madre era una donna coraggiosa", guadagnandosi così il suo affetto immediato. Innamorato di Gioplaia, accoglierà con gioia il fatto che la giovane donna, al ritorno del "cugino", abbia deciso di accettarlo come compagno. Assolutamente ignaro del fatto che lei ami Giondalar, è consapevole che il suo sentimento non sia altrettanto profondo, ma è deciso a renderla felice. Ayla, osservando i due giovani unirsi, ricorderà con tristezza la sua precedente promessa matrimoniale con Ranec, rammaricandosi del fatto che per Gioplaia non potrà esserci un colpo di scena che le porterà ad unirsi all'uomo che ama davvero...tuttavia, Ayla forse non coglie la profonda differenza tra Eciozar e Ranec. Il desiderio di Ranec verso di lei era infatti idealizzato, egoistico ed a tratti assai infantile, poiché l'uomo era convinto che bastasse il suo sentimento ossessivo a farla felice, mentre non si curava quasi affatto dei suoi sentimenti e stati d'animo...quello che conta per Eciozar, invece, è rendere Gioplaia davvero felice, comprenderla ed aver cura di lei. Come affermato da Ayla stessa, Eciozar è quello che Durc, figlio di Ayla, potrebbe essere un giorno, in quanto robusto di costituzione e di salute e soprattutto in grado di imparare e riprodurre fluentemente il linguaggio parlato, a differenza del piccolo Rideg del Campo del Leone.
- Creb: sciamano del Clan dell'Orso delle Caverne in cui è cresciuta Ayla. Sebbene morto da tempo, apparirà frequentemente ad Ayla in sogno durante il viaggio, assai più spesso di quanto abbia fatto in precedenza, come se volesse guidarla.
- Hinni e Vento: cavalli di Ayla e Giondalar, saranno fondamentali per rendere il viaggio più veloce ed agevole, inoltre susciteranno spesso stupore e sgomento nei popoli che i due viaggiatori incontreranno lungo la strada. Nel corso dei mesi, Hinni verrà portata via da altri cavalli, ovviamente selvaggi, per due volte, fino ad arrivare a concepire un nuovo puledrino. Entrambi rischieranno di morire sul ghiacciaio per delle ferite alle zampe, ma una trovata di Ayla per creare delle protezioni per gli zoccoli gli consentirà di concludere felicemente la traversata con i loro amici umani.
- Lupo: giovane esemplare di lupo del ceppo nordico, è stato allevato da Ayla durante la sua permanenza con i Mamutoi. Figlio di una lupa nera - isolata dal suo branco perché di colore sbagliato - andata in calore fuori stagione ed accoppiatasi con un maschio anziano cacciato dal branco perché troppo vecchio, era l'ultimo sopravvissuto di una cucciolata invernale, ed Ayla lo aveva salvato dopo averne ucciso la madre. All'inizio del viaggio, Lupo sarà un compagno assai vivace e confusionario, che spesso farà adirare Giondalar a causa della sua giovane età ed inesperienza. Sarà però fondamentale nei giorni trascorsi presso i Sarmuni, quando il suo intervento in difesa della padrona, che adora, lo porterà ad uccidere Attaroa, salvando la vita ad entrambi. Lupo comprenderà quindi che gli umani non sono necessariamente amici, e maturerà diventando molto protettivo, anche se manterrà sempre un buon atteggiamento verso i bambini, che considera da custodire e tollerare con pazienza. Di dimensioni enormi rispetto alla stazza media della razza ed in relazione all'età, verrà identificato dai Sarmuni, osservando la sua adorazione per Ayla, con la "Stella del Lupo", protettrice Celeste della Madre Terra (con ogni probabilità, la stella Sirio).

## Percorso
Le pianure del passaggio è senz'altro il capitolo della saga in cui viene percorsa la distanza maggiore, assieme a "La valle dei cavalli", dove si descriveva il Viaggio di Giondalar e Tonolan, che tuttavia non veniva specificato ugualmente nel dettaglio.
Scopo del romanzo è infatti, quantomeno dal punto di vista antropologico, focalizzare l'attenzione sulle caratteristiche dei vari popoli, situati in una Terra ancora assai poco popolata, scoprendone similarità e differenze e valutandone - ovviamente in questo caso da un punto di vista invece prettamente immaginario, sebbene la storia crei collegamenti anche con reperti realmente esistenti e ritrovati nelle zone indicate - l'influenza sull'evoluzione umana.
Nel corso del loro viaggio, Ayla e Giondalar, partendo dall'Ucraina (territorio Mamutoi) e costeggiando il Danubio fino ad arrivare, indicativamente, nella Francia Meridionale (territorio degli Zelandoni) percorreranno quindi tra steppa, pianura, foresta e ghiacciai, una distanza approssimativa di circa 3000 chilometri.

## Altri volumi della serie
- Ayla figlia della Terra
- La valle dei cavalli
- Gli eletti di Mut
- Focolari di pietra
- La terra delle caverne dipinte

## Edizioni
- Jean M. Auel, Le pianure del passaggio, traduzione di R. Rambelli, collezione LA GAJA SCIENZA, vol. n.348, Longanesi & C., 1991,  p. 763, ISBN 88-304-1039-X.
- Jean M. Auel, Le pianure del passaggio, traduzione di R. Rambelli, collana TEADUE, Longanesi, 1993,  p. 772, ISBN 88-502-0515-5.